# Польща на зимових Олімпійських іграх 2010
Польща на зимових Олімпійських іграх 2010 у Ванкувері була представлена 47 спортсменами в 11 видах спорту. Прапороносцем на церемонії відкриття Олімпіади став ковзаняр Конрад Недзведзький, а на церемонії закриття — ковзанярка Катажина Бахледа-Цурусь. Поляки завоювали 6 медалей: одну золоту, три срібні та дві бронзові. 

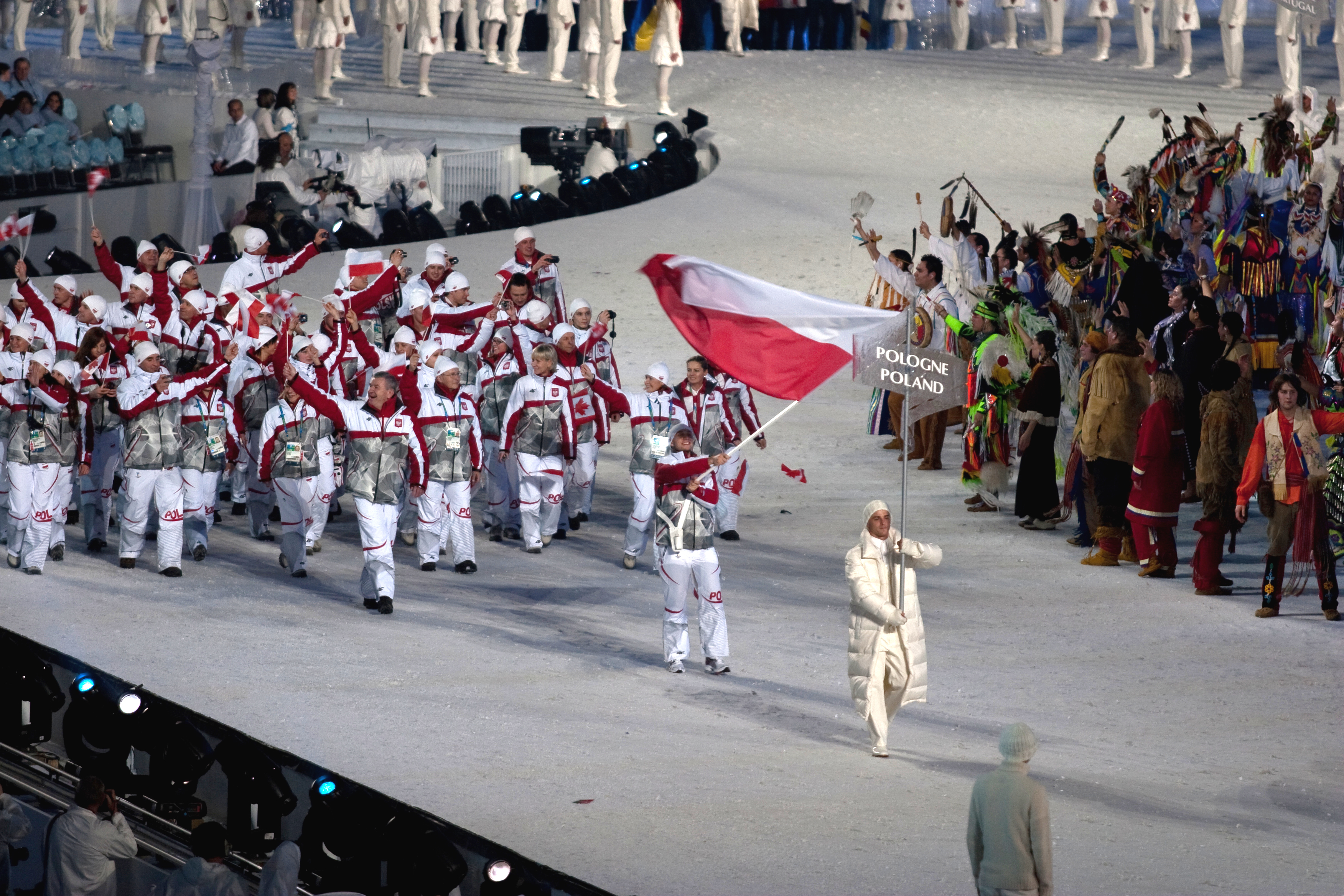
Збірна Польщі під час Параду націй на церемонії відкриття Олімпіади

## Медалісти
Золото
| Золото |                  |                                        |
| №      | Спортсмени       | Вид спорту (дисципліна)                |
| 1      | Юстина Ковальчик | Лижні перегони, 30 км класичним стилем |

Срібло
| Срібло |                  |                                         |
| №      | Спортсмени       | Вид спорту (дисципліна)                 |
| 1      | Адам Малиш       | Стрибки з трампліна, нормальний траплін |
| 2      | Адам Малиш       | Стрибки з трампліна, великий трамплін   |
| 3      | Юстина Ковальчик | Лижні перегони                          |

Бронза
| Бронза |                                                             |                                                           |
| №      | Спортсмени                                                  | Вид спорту (дисципліна)                                   |
| 1      | Юстина Ковальчик                                            | Лижні перегони, 15 км, дуатлон                            |
| 2      | Катажина Бахледа-Цурусь, Катажина Возняк, Луїза Злотковська | Ковзанярський спорт, командна гонка переслідування, жінки |

## Спортсмени
| Вид спорту          | Чоловіки | Жінки | Всього |
| ------------------- | -------- | ----- | ------ |
| Біатлон             | 2        | 4     | 6      |
| Бобслей             | 4        | 0     | 4      |
| Гірськолижний спорт | 0        | 1     | 1      |
| Ковзанярський спорт | 6        | 4     | 10     |
| Лижні перегони      | 2        | 4     | 6      |
| Сноубординг         | 3        | 1     | 4      |
| Санний спорт        | 1        | 1     | 2      |
| Стрибки з трампліна | 5        | 0     | 5      |
| Фігурне катання     | 2        | 2     | 4      |
| Фристайл            | 0        | 1     | 1      |
| Шорт-трек           | 1        | 2     | 3      |
| Усього              | 27       | 20    | 47     |

## Біатлон
| Томаш Сікора                                                        | спринт, чоловіки                 | 26:16.2   | 2   | 29  |     |     |     |
| Томаш Сікора                                                        | гонка переслідування, чоловіки   | 35:14.3   | 3   | 18  |     |     |     |
| Томаш Сікора                                                        | індивідуальні перегони, чоловіки | 49:43.8   | 2   | 7   |     |     |     |
| Томаш Сікора                                                        | мас-старт (чоловіки)             | 36:13.1   | 3   | 11  |     |     |     |
| Лукаш Щурек                                                         | спринт, чоловіки                 | 29:02.0   | 2   | 85  |     |     |     |
| Лукаш Щурек                                                         | індивідуальні перегони, чоловіки | 54:36.7   | 3   | 59  |     |     |     |
| Агнєшка Циль                                                        | спринт, жінки                    | 21:55.2   | 0   | 42  |     |     |     |
| Агнєшка Циль                                                        | гонка переслідування, жінки      | 33:08.4   | 1   | 25  |     |     |     |
| Агнєшка Циль                                                        | індивідуальні перегони, жінки    | 42:32.5   | 1   | 7   |     |     |     |
| Агнєшка Циль                                                        | мас-старт (жінки)                | 37:54.7   | 5   | 23  |     |     |     |
| Магдалена Гвіздонь                                                  | спринт, жінки                    | 21:48.5   | 0   | 35  |     |     |     |
| Магдалена Гвіздонь                                                  | гонка переслідування, жінки      | 33:45.8   | 2   | 31  |     |     |     |
| Магдалена Гвіздонь                                                  | індивідуальні перегони, жінки    | 46:46.7   | 4   | 59  |     |     |     |
| Магдалена Гвіздонь                                                  | мас-старт (жінки)                | DNS       | DNS | DNS | DNS | DNS | DNS |
| Вероніка Новаковська                                                | спринт, жінки                    | 21:49.4   | 3   | 36  |     |     |     |
| Вероніка Новаковська                                                | гонка переслідування, жінки      | 33:24.2   | 2   | 28  |     |     |     |
| Вероніка Новаковська                                                | індивідуальні перегони, жінки    | 41:57.5   | 1   | 5   |     |     |     |
| Вероніка Новаковська                                                | мас-старт (жінки)                | 37:34.0   | 4   | 21  |     |     |     |
| Христина Палка                                                      | спринт, жінки                    | 20:54.3   | 0   | 21  |     |     |     |
| Христина Палка                                                      | гонка переслідування, жінки      | 33:07.6   | 2   | 24  |     |     |     |
| Христина Палка                                                      | індивідуальні перегони, жінки    | 43:09.6   | 1   | 15  |     |     |     |
| Христина Палка                                                      | мас-старт (жінки)                | 37:22.6   | 1   | 20  |     |     |     |
| Христина Палка Магдалена Гвіздонь Вероніка Новаковська Агнєшка Циль | естафета 4х6 км, жінки           | 1:12:54.3 | 13  | 12  |     |     |     |

## Бобслей
| Спортсмени                                              | Дисципліна | Фінал   | Фінал   | Фінал   | Фінал   | Фінал   | Фінал |
| Спортсмени                                              | Дисципліна | Спуск 1 | Спуск 2 | Спуск 3 | Спуск 4 | Разом   | Місце |
| ------------------------------------------------------- | ---------- | ------- | ------- | ------- | ------- | ------- | ----- |
| Давід Купчик Марцін Нєв'яра                             | двійки     | 52.45   | 52.91   | 52.42   | 52.72   | 3:30.50 | 16    |
| Давід Купчик Павел Мруз Марцін Нєв'яра Міхал Зблевський | четвірки   | 51.94   | 51.96   | 52.32   | 52.28   | 3:28.53 | 14    |

## Гірськолижний спорт
| Спортсменн                | Дисципліна                | Фінал             | Фінал        | Фінал   | Фінал |
| Спортсменн                | Дисципліна                | Спуск 1           | Спуск 2      | Разом   | МІсце |
| ------------------------- | ------------------------- | ----------------- | ------------ | ------- | ----- |
| Агнешка Гонсеніца-Даніель | швидкісний спуск, жінки   |                   |              | 1:55.10 | 32    |
| Агнешка Гонсеніца-Даніель | комбінація, жінки         | шв. спуск 1:30.28 | слалом 45.96 | 2:16.24 | 25    |
| Агнешка Гонсеніца-Даніель | супергігант, жінки        |                   |              | 1:24.31 | 23    |
| Агнешка Гонсеніца-Даніель | слалом, жінки             | 57.06             | 55.13        | 1:52.19 | 35    |
| Агнешка Гонсеніца-Даніель | гігантський слалом, жінки | DNF               |              |         | DNF   |

## Ковзанярський спорт
Чоловіки
| Дистанція               | Спортсмен         | Заїзд 1 | Заїзд 1 | Заїзд 2 | Заїзд 2 | Фінал    | Фінал |
| Дистанція               | Спортсмен         | Час     | Місце   | Час     | Місце   | Час      | Місце |
| ----------------------- | ----------------- | ------- | ------- | ------- | ------- | -------- | ----- |
| Мацей Бієга             | 500 м, чоловіки   | 36.642  | 38      | 37.934  | 38      | 74.57    | 38    |
| Збігнев Брудка          | 1500 м, чоловіки  |         |         |         |         | 1:49.45  | 27    |
| Славомір Хмура          | 5000 м, чоловіки  |         |         |         |         | 6:33.20  | 16    |
| Себастьян Друшкевич     | 5000 м, чоловіки  |         |         |         |         | DNS      | DNS   |
| Себастьян Друшкевич     | 10000 м, чоловіки |         |         |         |         | 13:49.31 | 14    |
| Конрад Недзведзький     | 500 м, чоловіки   | 36.183  | 33      | 36.179  | 30      | 72.36    | 31    |
| Конрад Недзведзький     | 1000 м, чоловіки  |         |         |         |         | 1:11.24  | 27    |
| Конрад Недзведзький     | 1500 м, чоловіки  |         |         |         |         | 1:48.15  | 17    |
| Мацей Устинович         | 500 м, чоловіки   | 35.596  | 22      | 35.753  | 22      | 71.35    | 22    |
| Мацей Устинович         | 1000 м, чоловіки  |         |         |         |         | 1:12.10  | 32    |
| Катажина Бахледа-Цурусь | 1000 м, жінки     |         |         |         |         | 1:19.00  | 31    |
| Катажина Бахледа-Цурусь | 1500 м, жінки     |         |         |         |         | 1:59.53  | 15    |
| Наталія Червонка        | 1500 м, жінки     |         |         |         |         | 2:05.00  | 36    |
| Катажина Возняк         | 3000 м, жінки     |         |         |         |         | 4:22.35  | 28    |
| Луїза Злотковська       | 1500 м, жінки     |         |         |         |         | 2:04.01  | 34    |
| Луїза Злотковська       | 3000 м, жінки     |         |         |         |         | 4:19.13  | 24    |

Командні перегони переслідування
| Спортсмени                                                | Дисципліна | Чвертьфінал       | Півфінал           | Фінал                     | Фінал  |
| Спортсмени                                                | Дисципліна | Суперник Час      | Суперник Час       | Суперник Час              | Місце  |
| --------------------------------------------------------- | ---------- | ----------------- | ------------------ | ------------------------- | ------ |
| Катажина Бахледа-Цурусь Луїза Злотковська Катажина Возняк | чоловіки   | Росія · W 3:04.86 | Японія · L 3:02.73 | Final B · США · W 3:05.30 | Бронза |

## Лижні перегони
| Спортсмен                                                         | Дисципліна                     | Кваліфікація | Кваліфікація | Чвертьфінал | Чвертьфінал | Півфінал   | Півфінал   | Фінал      | Фінал      |
| Спортсмен                                                         | Дисципліна                     | Разом        | Місце        | Разом       | Місце       | Разом      | Місце      | Разом      | Місце      |
| ----------------------------------------------------------------- | ------------------------------ | ------------ | ------------ | ----------- | ----------- | ---------- | ---------- | ---------- | ---------- |
| Мацей Кречмер                                                     | 15 км вільним стилем, чоловіки |              |              |             |             |            |            | 37:38.0    | 66         |
| Мацей Кречмер                                                     | спринт, чоловіки               | 3:41.35      | 28 Q         | 3:39.6      | 5           | не пройшов | не пройшов | не пройшов | не пройшов |
| Януш Кренжелок                                                    | спринт, чоловіки               | 3:41.34      | 27 Q         | 3:41.1      | 6           | не пройшов | не пройшов | не пройшов | не пройшов |
| Сильвія Яськовець                                                 | 10 км вільним стилем (жінки)   |              |              |             |             |            |            | 26:37.2    | 28         |
| Сильвія Яськовець                                                 | 15 км скіатлон (жінки)         |              |              |             |             |            |            | 42:54.8    | 34         |
| Сильвія Яськовець                                                 | 30 км класичним стилем (жінки) |              |              |             |             |            |            | 1:34:59.1  | 25         |
| Юстина Ковальчик                                                  | 10 км вільним стилем (жінки)   |              |              |             |             |            |            | 25:20.1    | 5          |
| Юстина Ковальчик                                                  | 15 км скіатлон (жінки)         |              |              |             |             |            |            | 21:02.2    | 3          |
| Юстина Ковальчик                                                  | спринт, жінки                  | 3:43.35      | 5 Q          | 3:38.8      | 1 Q         | 3:38.0     | 1 Q        | 3:40.3     | 2          |
| Юстина Ковальчик                                                  | 30 км класичним стилем (жінки) |              |              |             |             |            |            | 1:30:33.7  | 1          |
| Пауліна Мачушек                                                   | 10 км вільним стилем (жінки)   |              |              |             |             |            |            | 27:22.1    | 45         |
| Пауліна Мачушек                                                   | 15 км скіатлон (жінки)         |              |              |             |             |            |            | 44:56.6    | 52         |
| Пауліна Мачушек                                                   | 30 км класичним стилем (жінки) |              |              |             |             |            |            | 1:36:31.7  | 29         |
| Корнелія Марек                                                    | 10 км вільним стилем (жінки)   |              |              |             |             |            |            | 27:12.16   | 39         |
| Корнелія Марек                                                    | 15 км скіатлон (жінки)         |              |              |             |             |            |            | 42:56.9    | 35         |
| Корнелія Марек                                                    | 30 км класичним стилем (жінки) |              |              |             |             |            |            | 1:33:15.4  | 11         |
| Корнелія Марек Юстина Ковальчик Пауліна Мачушек Сильвія Яськовець | естафета 4×5 км (жінки)        |              |              |             |             |            |            | 56:29.4    | DQ (6)     |

## Санний спорт
| Спортсмени         | Дисципліна                | Фінал   | Фінал   | Фінал   | Фінал   | Фінал    | Фінал |
| Спортсмени         | Дисципліна                | Спуск 1 | Спуск 2 | Спуск 3 | Спуск 4 | Разом    | Місце |
| ------------------ | ------------------------- | ------- | ------- | ------- | ------- | -------- | ----- |
| Мацей Куровський   | одномісні сани (чоловіки) | 49.427  | 49.200  | 49.361  | 49.039  | 3:17.027 | 23    |
| Евеліна Сташулонек | одномісні сани (жінки)    | 41.975  | 41.816  | 41.948  | 41.882  | 2:47.621 | 8     |

## Сноубординг
Хафпайп
| Спортсмени       | Дисципліна        | Кваліфікація | Кваліфікація | 1/16       | Чвертьфінал | Півфінал   | Фінал      | Фінал      |
| Спортсмени       | Дисципліна        | Бали         | Місце        | Бали       | Бали        | Бали       | Бали       | Місце      |
| ---------------- | ----------------- | ------------ | ------------ | ---------- | ----------- | ---------- | ---------- | ---------- |
| Міхал Лігоцький  | хафпайп, чоловіки | 11.1         | 19           | не пройшов | не пройшов  | не пройшов | не пройшов | не пройшов |
| Пауліна Лігоцька | хафпайп, жінки    | 11.1         | 28           | не пройшла | не пройшла  | не пройшла | не пройшла | не пройшла |

Сноубордкрос
| Спортсмен        | Дисципліна              | Посів   | Посів | 1/16  | Чвертьфінал | Півфінал   | Фінал      |
| Спортсмен        | Дисципліна              | Час     | Місце | Місце | Місце       | Місце      | Місце      |
| ---------------- | ----------------------- | ------- | ----- | ----- | ----------- | ---------- | ---------- |
| Мацей Йодко      | сноубордкрос (чоловіки) | 1:24.11 | 27 Q  | 28    | не пройшов  | не пройшов | не пройшов |
| Матеуш Лігоцький | сноубордкрос (чоловіки) | 1:24.11 | 28 Q  | 29    | не пройшов  | не пройшов | не пройшов |

## Стрибки з трампліна
| Спортсмен                                            | Дисципліна                          | Кваліфікація | Кваліфікація | Перший раунд                  | Перший раунд | Фінал                   | Фінал      | Фінал      |
| Спортсмен                                            | Дисципліна                          | Бали         | Місце        | Бали                          | Місце        | Бали                    | Місце      | Заг.місце  |
| ---------------------------------------------------- | ----------------------------------- | ------------ | ------------ | ----------------------------- | ------------ | ----------------------- | ---------- | ---------- |
| Стефан Гуля                                          | Нормальний трамплін                 | 125.5        | 17 Q         | 112.5                         | 31           | не пройшов              | не пройшов | не пройшов |
| Стефан Гуля                                          | Великий трамплін                    | 127.6        | 14 Q         | 106.5                         | 20 Q         | 110.7                   | 217.2      | 19         |
| Адам Малиш                                           | Нормальний трамплін                 | Prequalified | Prequalified | 132.5                         | 3 Q          | 137.0                   | 269.5      | 2          |
| Адам Малиш                                           | Великий трамплін                    | Prequalified | Prequalified | 138.1                         | 2 Q          | 131.3                   | 269.4      | 2          |
| Кшиштоф Ментус                                       | Нормальний трамплін                 | 126.5        | 15 Q         | 109.0                         | 36           | не пройшов              | не пройшов | не пройшов |
| Кшиштоф Ментус                                       | Великий трамплін                    | 127.0        | 16 Q         | 84.7                          | 36           | не пройшов              | не пройшов | не пройшов |
| Каміль Стох                                          | Нормальний трамплін                 | 127.5        | 12 Q         | 118.5                         | 22 Q         | 113.5                   | 232.0      | 27         |
| Каміль Стох                                          | Великий трамплін                    | 125.3        | 17 'Q        | 114.3                         | 13 Q         | 109.8                   | 224.1      | 14         |
| Стефан Гуля Лукаш Рутковський Каміль Стох Адам Малиш | Великий трамплін, командна першість |              |              | 484.0 122.2 108.4 116.2 137.2 | 6 Q          | 512.7 118.5 132.6 143.1 | 996.7      | 6          |

## Фігурне катання
| Спортсмен                         | Дисципліна       | КП/КТ | КП/КТ | ДП/ДТ                         | ДП/ДТ                         | Загалом                       | Загалом                       |
| Спортсмен                         | Дисципліна       | Бали  | Місце | Бали                          | Місце                         | Бали                          | Місце                         |
| --------------------------------- | ---------------- | ----- | ----- | ----------------------------- | ----------------------------- | ----------------------------- | ----------------------------- |
| Пшемислав Доманський              | чоловічий розряд | 52.14 | 28    | Did not advance to free skate | Did not advance to free skate | Did not advance to free skate | Did not advance to free skate |
| Анна Юркевич                      | жіночий розряд   | 36.10 | 30    | Did not advance to free skate | Did not advance to free skate | Did not advance to free skate | Did not advance to free skate |
| Йоанна Сулей / Матеуш Хрущинський | парний розряд    | 39.30 | 20    | 86.52                         | 18                            | 125.82                        | 18                            |

## Фристайл
Скікрос
| Спосртсмени    | Дисципліна      | Посів   | Посів | 1/16    | Чвертьфінал | Півфінал   | Фінал      | Фінал |
| Спосртсмени    | Дисципліна      | Час     | Місце | Позиція | Позиція     | Позиція    | Позиція    | Місце |
| -------------- | --------------- | ------- | ----- | ------- | ----------- | ---------- | ---------- | ----- |
| Кароліна Рімен | скікрос (жінки) | 1:21.36 | 26 Q  | 2 Q     | 3           | не пройшла | не пройшла | 16    |

## Шорт-трек
| Спортсмен            | Дисципліна       | Попередній заїзд | Попередній заїзд | Чвертьфінал | Чвертьфінал | Півфінал   | Півфінал   | Фінал      | Фінал      |            |            |
| Спортсмен            | Дисципліна       | Час              | Місце            | Час         | Місце       | Час        | Місце      | Час        | Місце      |            |            |
| -------------------- | ---------------- | ---------------- | ---------------- | ----------- | ----------- | ---------- | ---------- | ---------- | ---------- | ---------- | ---------- |
| Якуб Яворський       | 1500 м, чоловіки | 2:19.163         | 4                |             |             | не пройшов | не пройшов | не пройшов | не пройшов | не пройшов |            |
| Паула Бзура          | 1000 м, жінки    | 1:31.338         | 2 Q              | 1:32.662    | 4           | не пройшла | не пройшла | не пройшла | не пройшла |            |            |
| Паула Бзура          | 1500 м, жінки    | DSQ              | DSQ              |             |             | не пройшла | не пройшла | не пройшла | не пройшла | не пройшла | не пройшла |
| Патриція Малішевська | 500 м, жінки     | 58.649           | 4                | не пройшла  | не пройшла  | не пройшла | не пройшла |            |            |            |            |
| Патриція Малішевська | 1500 м, жінки    | 2:25.586         | 4                |             |             | не пройшла | не пройшла | не пройшла | не пройшла |            |            |